# Sorenson Squeeze
Sorenson Squeeze Suite es una herramienta audiovisual centrada en la compresión y codificación de video. Permite la codificación en múltiples formatos, como el QuickTime, Windows Media, Flash Video, WebM, WMV o Silverlight y contenedores como 3GP, flash, AVI, Matroska, MXF, entre otros. Para esto, la herramienta lleva incorporada gran cantidad de códecs, como Sorenson Spark Pro, H.264, H.263, VP6 O MPEG2. También es compatible con la mayoría de editores de video y sonido como Avid, Apple Final Cut Pro o Adobe Premiere (Nota: CS4 y CS5). 
Sorenson Squeeze está disponible para Windows y para Apple mediante descarga electrónica (de pago) o CD. Desde su presentación, este compresor de video ha sido utilizado por numerosas grandes empresas del sector, como Lucas Film, MGM, Paramount o Disney. También se ha utilizado para la realización de Streamings de alta calidad (a través de Internet).

## Características
Las características básicas del Sorenson Squeeze permiten la compresión, codificación y mejora de calidad de video y audio. Las principales propiedades son: 
- GPU acelerada de codificación H.264.

- Codificación de velocidad adaptativo, que permite modificar y obtener la tasa de bits (o bitrate) adecuada a nuestros objetivos.

- Codificación de HD y Dolby AC3 Audio certificada.

- Incluye presets de codificación Inteligente (Mainconcept H.264  y Mainconcept H.264 CUDA)

- Resiliencia de error sobre la base de condiciones de la red, permitiendo el ajuste dinámico del bitrate.

Otra de las características principales de la herramienta de edición Sorenson Squeeze es su capacidad para generar claves y permisos de seguridad, de forma que puedes enviar videos protegidos mediante contraseña.
Estas características van evolucionando a lo largo de las versiones, obteniendo mejores propiedades y resultados. También decir, que a medida que dichas características cambian, también cambian los requisitos mínimos del sistema.

## Historia
Sorenson Squeeze es un producto de la empresa  Sorenson Media, creada por  James Lee Sorenson en diciembre de 1995. 
Desde el primer momento, Sorenson Media destacó por su innovación y su calidad en la creación de software informático de compesión y codificación tanto de video como de audio. El primero de estos programas, del cual parten la mayoría de la gamma Sorenson Squeeze, es el editor de video Sorenson Video 1 (SV1). 
Mencionar que, gracias a esta calidad en la creación de software, se fomentó la colaboración con Apple. Colaboración que ha hecho que la empresa goce de un buen posicionamiento a nivel internacional y de colaboración con grandes empresas e industrias del sector, entre ellas Microsoft. 